# 多脉含笑
多脉含笑（学名：Michelia polyneura）为木兰科含笑属下的一个种。